# Jaguar E-Type
El Jaguar E-Type (conocido en Estados Unidos como el Jaguar XK-E) es un automóvil deportivo producido por el fabricante inglés Jaguar Cars entre los años 1961 y 1975. Fue exhibido en el Salón del Automóvil de Ginebra en marzo de 1961. Su buena recepción evocó el lanzamiento realizado en Inglaterra, en 1948, del modelo XK120. Pocas semanas después, hacía acto de presencia en el Salón del Automóvil de Nueva York. Las revistas británicas especializadas en la industria automotriz habían organizado varias pruebas con los prototipos de prelanzamiento.
En su lanzamiento el 15 de marzo de 1961, Enzo Ferrari lo llamó "el automóvil más bello jamás fabricado". En 2004, la revista Sports Car International colocó al E-Type en el número uno de su lista de los mejores autos deportivos de la década de 1960. En marzo de 2008, ocupó el primer lugar en la lista en línea de The Daily Telegraph de los "100 autos más hermosos" del mundo de todos los tiempos.

## Historia

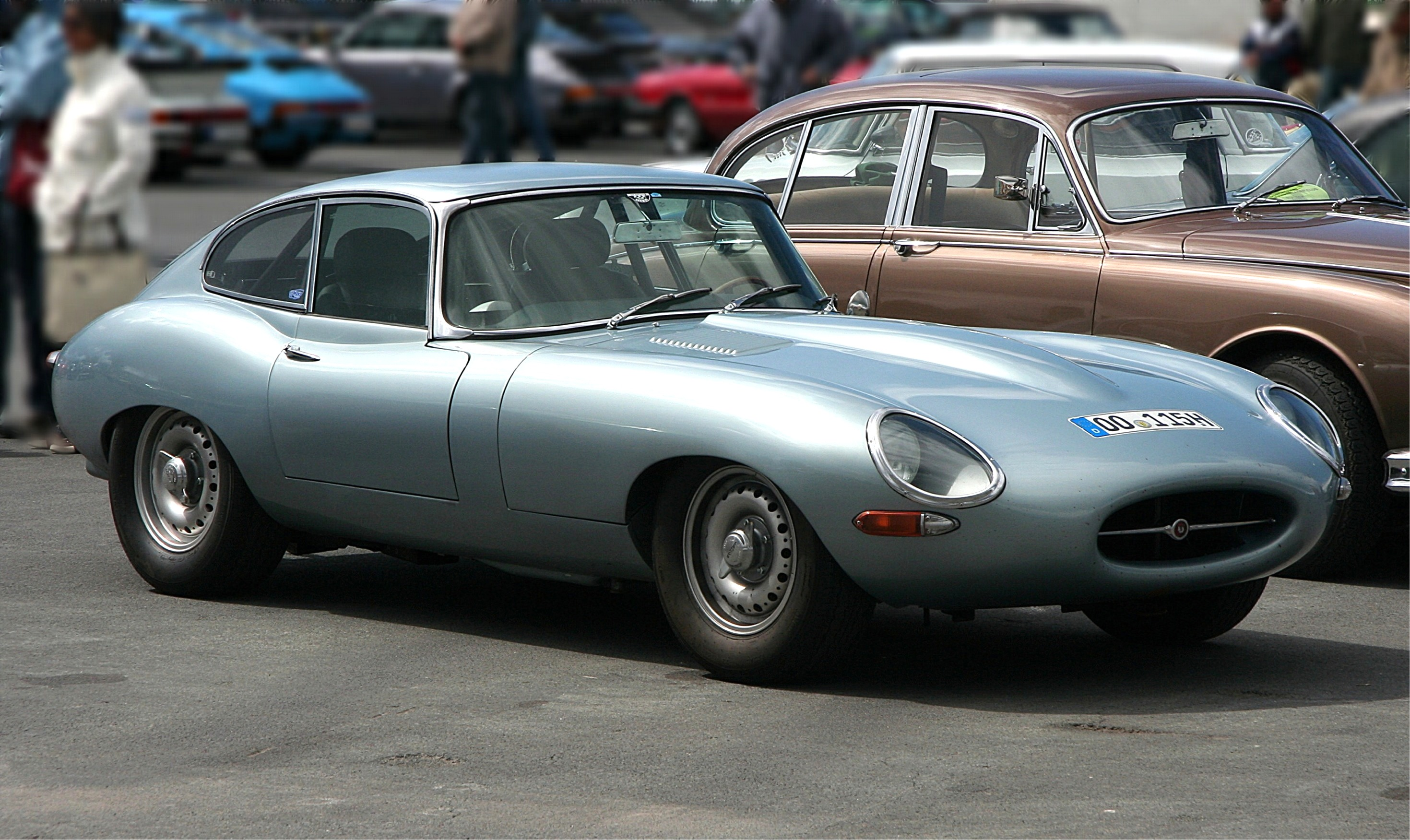
Cupé en el estacionamiento del circuito de Nürburgring

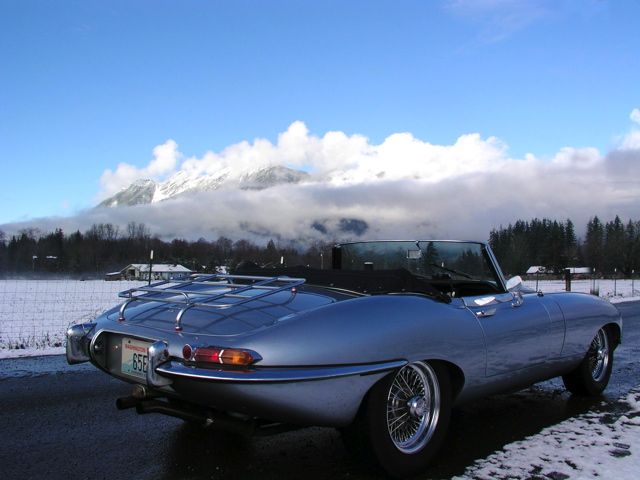
Modelo 1965 en el valle de Stillaguamish en el Estado de Washington, Estados Unidos

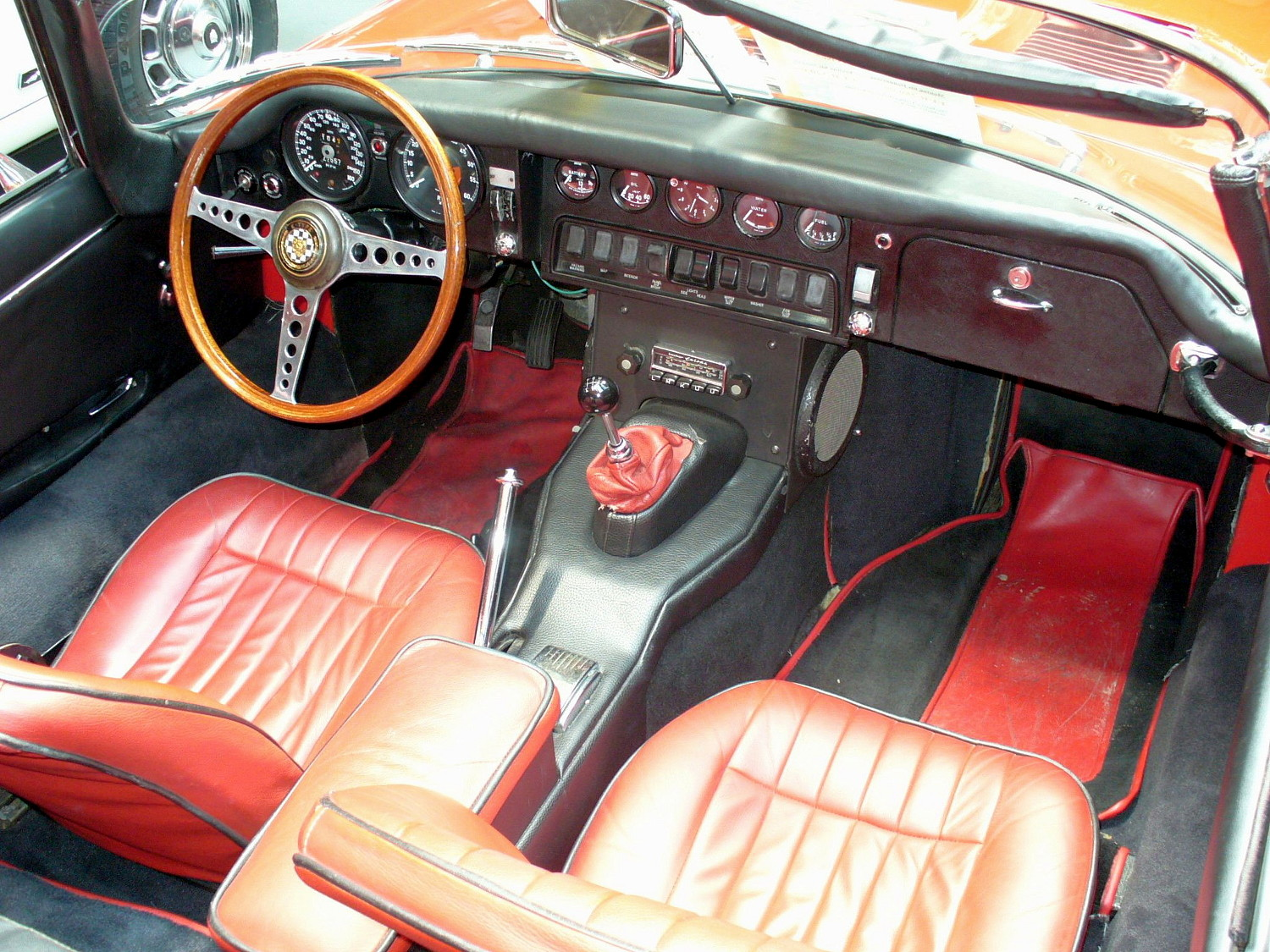
Interior del roadster

Fue introducido como un Gran Turismo de tracción trasera en la forma de un biplaza "Fixed Head Coupé" (FHC) o como un roadster "Open Two Seater" (OTS). Una versión del cupé con cuatro asientos con una distancia entre ejes alargada, fue presentado varios años más tarde.
Llegó al mercado con la difícil misión de reemplazar a los exitosos XK120, XK140 y XK150 con dos tipos de carrocería: roadster y cupé. Sus líneas fueron una creación del diseñador Malcolm Sayer, quien aprovechó sus amplios conocimientos en aerodinámica, producto de sus exitosas experiencias en aeronáutica, para crear una silueta limpia y aerodinámicamente eficiente. La herencia deportiva de Jaguar moldeó sus deportivos de calle. Está catalogado como uno de los gran turismo británicos más hermosos jamás construidos.
Actualizaciones posteriores del modelo fueron oficialmente designadas como la "Serie 2" y "Serie 3" y, al pasar del tiempo, a los coches anteriores se les han referido como la "Serie 1". Como sucede con los coches de la época hechos parcialmente a mano, los cambios fueron incrementales y continuos, los cuales habían llevado a la confusión sobre qué es exactamente un coche de la Serie 1. Esto es más que un interés académico, ya que los de la Serie 1, particularmente los roadsters, frecuentemente tienden a ser más valorados que los modelos de la Serie 2 y 3.
Los modelos de la Serie 1 son por mucho los más valorados, ya que esencialmente caen en dos categorías: aquellos fabricados entre 1961 y 1964, los cuales tenían un motor de seis cilindros de 3781 cm³ (3,8 L; 230,7 plg³) con transmisión syncromesh parcial; y los modelos de 1965 a 1967, los cuales incrementaron el tamaño a un V12 de 5344 cm³ (5,3 L; 326,1 plg³) y par máximo en alrededor de 10%, agregando una transmisión totalmente syncromesh, así como también con asientos reclinables, un alternador en lugar del dínamo, un sistema eléctrico cambiado a negativo, un sistema de servofrenos más fiable y otros accesorios modernos. El estilo no fue cambiado.
Siendo un coche británico fabricado en los años 60, hay a su vez algunos sub tipos raros de la Serie 1, por ejemplo: las primeras 500 unidades tenían pisos planos y cerrojos externos del cofre. Al cierre de la producción de la Serie 1, había un pequeño número de coches fabricados que tenían la excepción de las cubiertas de los faros delanteras suprimidos para disponer de una mejor iluminación. No se sabe exactamente cuántos de estos Serie 1 fueron producidos en total, pero se distribuyeron 1508 roadsters alrededor del mundo en 1967, lo que combinado con el hecho de que estas unidades se fabricaran solamente en los últimos meses de la producción de la Serie 1, lo que significa que estos son la variante con el menor volumen.
Alrededor del mundo, incluyendo las unidades con el volante a la derecha y a la izquierda, un total de 7828 roadsters de la Serie 1 de 3781 cm³ (3,8 L; 230,7 plg³) fueron construidos; y 6749 de la versión posterior de 4235 cm³ (4,2 L; 258,4 plg³).
En 1996, el Museo de Arte Moderno de Nueva York adquirió un roadster azul como parte de su colección permanente en reconocimiento a su estilo y prestaciones sobresalientes del E-Type, uno de solamente seis coches en recibir la distinción. El MoMA XKE es un roadster de la Serie 1.
El interior del E-Type es el arquetipo del lujo deportivo, con butacas en cuero, volante de madera y un arsenal de instrumentos e interruptores tipo eje de balancín. Los de la Serie 1 contaban con interruptores tipo aeronáuticos a palanca, aunque eran menos prácticos pero muy deportivos. Los 3.8 tenían una consola y un túnel de transmisión en el centro con acabados de aluminio.

## Mecánica

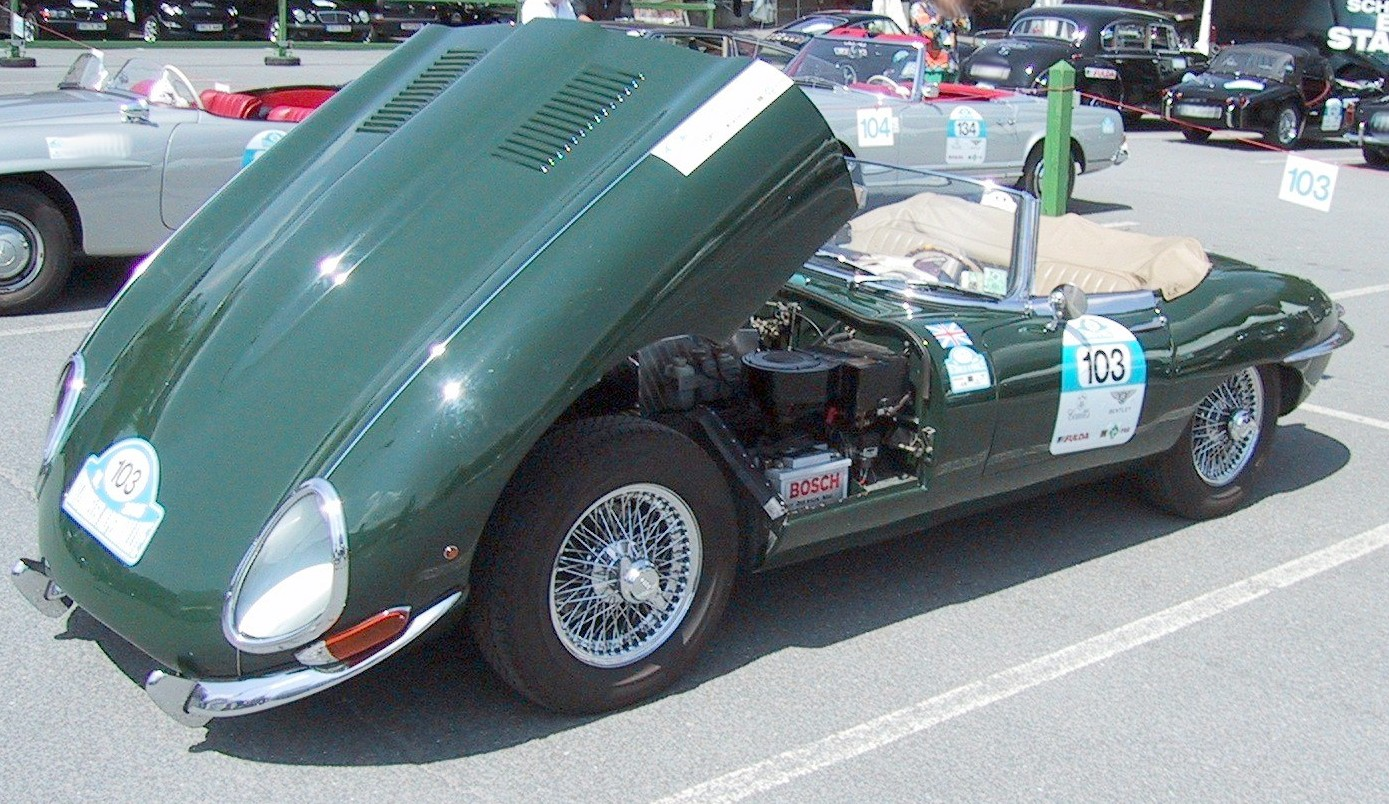
Modelo 1965

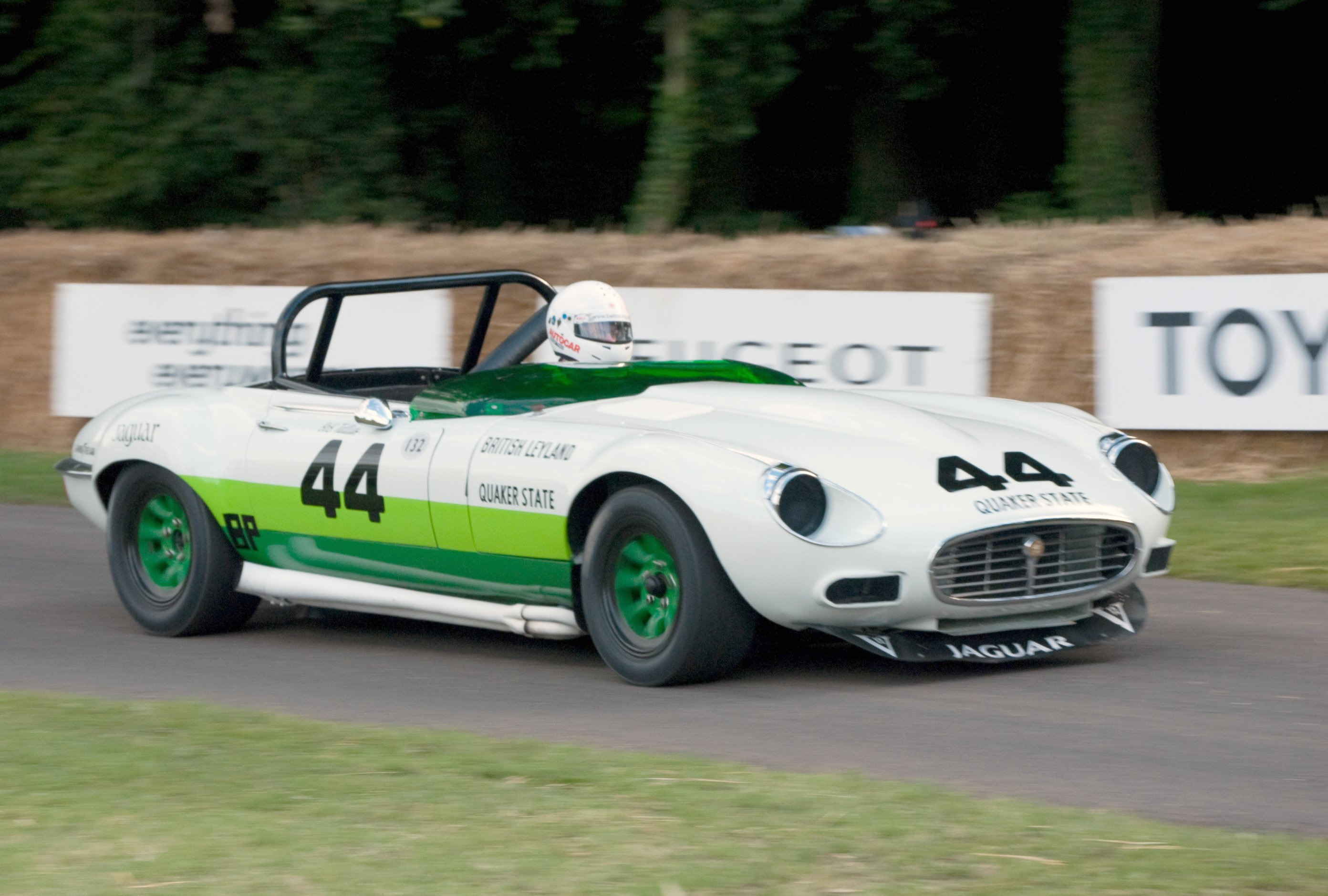
En el Festival de Velocidad del circuito de Goodwood de 2011, que representa a Jaguar Racing

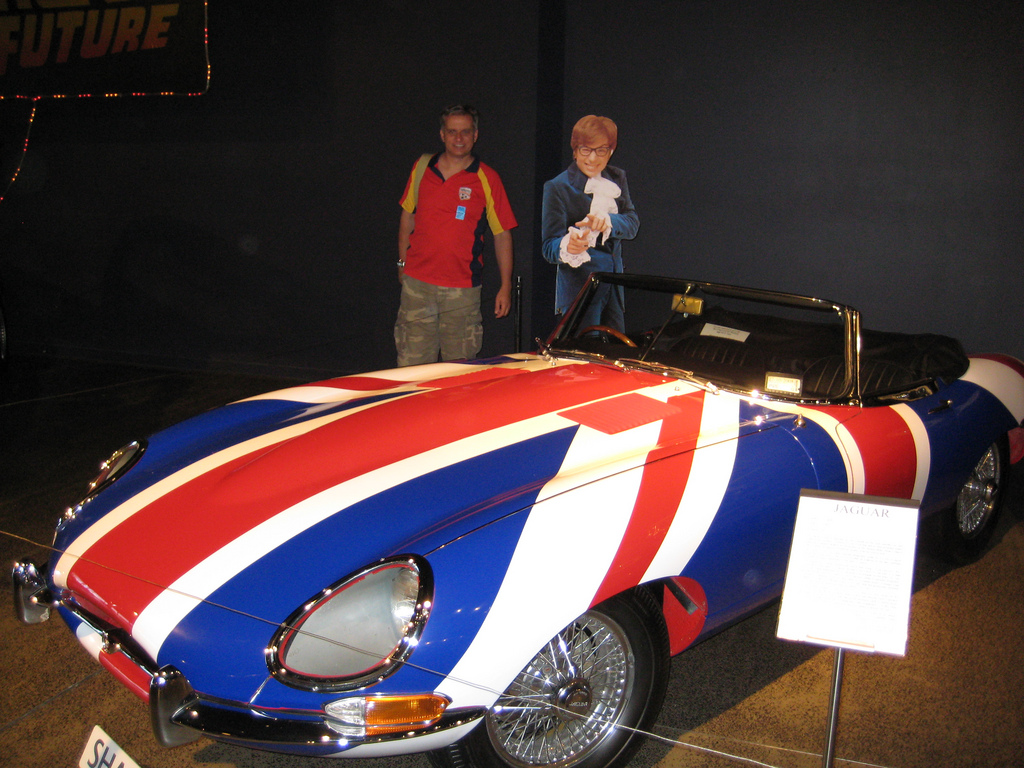
El "Shaguar" de Austin Powers

La planta motriz del E-Type fue el mismo bloque ya utilizado en los XK: un potente seis cilindros en línea de 3781 cm³ (3,8 L; 230,7 plg³) diseñado durante la Segunda Guerra Mundial, que contaba con motor DOHC, bloque de fundición de hierro y culata de aluminio, alimentado por tres carburadores y una relación de compresión de 9.0:1, producía 265 HP (269 CV; 198 kW)  a las 5500 rpm y un par máximo de 283 lb·pie (384 N·m) a las 4000 rpm, que le permitía alcanzar una velocidad máxima de 150 mph (241 km/h) y una aceleración de 0 a 100 km/h (0 a 62 mph) en 6.9 segundos. Las innovaciones técnicas incluían: frenos de disco en las cuatro ruedas, dobles muelles en el eje posterior y la triple raqueta en el limpiaparabrisas.
El primer V12 que salió de la compañía Jaguar fue para montarlo en el E-Type serie 3 de 1971, el mismo que han montado el XJS, XJ, XJ40 y X300 hasta el final de su producción en 1996-97.
Como todo motor, tiene su ventajas e inconvenientes. El principal inconveniente del V12 es que es un motor que está compuesto por múltiples elementos, no solamente el motor, sino también los elementos que lo rodean, como los conductos de agua y demás líquidos que necesitan funcionar regularmente. Por el contrario, muchos de estos elementos llegarían a secarse, romperse o estropearse si el coche deja de usarse durante dos años consecutivos aproximadamente, además de otros factores entran en juego. Quien no sepa las minuciosidades de mantenimiento, podría llegar a estropear el motor por el simple hecho de ahorrarle desgaste para conservarlo con el mínimo uso para su posterior venta. Por lo anterior, es un motor que está hecho para usarse, por lo que un uso regular de este unos días al año está bien, asegura un mejor estado del coche y entonces una mejor conservación del mismo. Su protuberante cofre sigue siendo el más impresionante de cualquier coche. La toma de aire sobre el cofre del motor no es un mero adorno. Los E-Type, particularmente los primeros, tendían a recalentarse en climas cálidos.
Su principal ventaja la monta de este motor en el E-Type que fue un proceso de modernización del modelo. Este favoreció al comportamiento del vehículo incorporando algunas mejoras, como la dirección asistida y un ensanchamiento de los ejes, lo que a su vez permite mejorar la estabilidad en carretera.

## Producción
Se especulaba el rumor de que su sucesor espiritual podría ser el XE, aunque después fue desmentido.
| Modelo                       | Versión  | Años    | Producción |
| ---------------------------- | -------- | ------- | ---------- |
| Serie 1, 6 en línea de 3.8 L | Roadster | 1961-64 | 7,827      |
| "                            | Cupé     | 1961-64 | 7,669      |
| Serie 1, 6 en línea de 4.2 L | Roadster | 1964-68 | 9,548      |
| "                            | Cupé     | 1964-68 | 7,770      |
| "                            | 2+2      | 1966-68 | 5,598      |
| Serie 2, 6 en línea de 4.2 L | Roadster | 1968-70 | 8,627      |
| "                            | Cupé     | 1968-70 | 4,855      |
| "                            | 2+2      | 1968-70 | 5,326      |
| Serie 3, V12 de 5.3 L        | Roadster | 1971-75 | 7,990      |
| "                            | Cupé     | 1971-75 | 7,297      |
| "                            | 2+2      | 1971-75 | 7,310      |
| Total                        | Total    | Total   | 79,817     |

## Especificaciones
| Años      | Cilindrada                   | Configuración             | Diámetro x carrera                    | Carburador                  | Potencia máxima                    | Par máximo                      |
| --------- | ---------------------------- | ------------------------- | ------------------------------------- | --------------------------- | ---------------------------------- | ------------------------------- |
| 1961-1964 | 3781 cm³ (3,8 L; 230,7 plg³) | 6 cilindros en línea DOHC | 87 x 106 mm (3,43 x 4,17 pulgadas)    | Triples SU HD.8             | 265 HP (269 CV; 198 kW) @ 5500 rpm | 260 lb·pie (353 N·m) @ 4000 rpm |
| 1964-1970 | 4235 cm³ (4,2 L; 258,4 plg³) | 6 cilindros en línea DOHC | 92,08 x 106 mm (3,63 x 4,17 pulgadas) | Triples SU HD.8             | 265 HP (269 CV; 198 kW) @ 5400 rpm | 283 lb·pie (384 N·m) @ 4000 rpm |
| 1971-1975 | 5344 cm³ (5,3 L; 326,1 plg³) | V12 SOHC                  | 90 x 70 mm (3,54 x 2,76 pulgadas)     | Cuádruples Zenith-Stromberg | 272 HP (276 CV; 203 kW) @ 5850 rpm | 304 lb·pie (412 N·m) @ 3600 rpm |

## Versión eléctrica
El sector del automóvil está cambiando tan rápido hacia la energía eléctrica que incluso su llegada ha estado presente en la boda real de la actriz Meghan Markle y el príncipe Harry. Ambos salieron montados en un Jaguar E-Type eléctrico y llevaba el volante a la izquierda. Se trataba del mismo Jaguar E-Type Concept Zero realizado en exclusiva por los especialistas de Jaguar Land Rover Classic Works en Coventry.
Tomando como base un Roadster Serie 1.5 de 1968, la marca puso un motor eléctrico de 220 kW (299 CV; 295 HP) que, junto con las baterías de iones de litio de 40 kWh (144 MJ), hace que el coche pese 46 kg (101 libras) menos que el modelo original, todo un logro teniendo en cuenta lo que suelen pesar estos sistemas.
El motor eléctrico y las baterías están situadas en el mismo lugar donde iba el motor original del XK que montaba el E-Type, por lo que el reparto de pesos se mantiene casi inalterado. Eso ha permitido que no fuesen necesarias modificaciones en las suspensiones y los frenos, ya que el coche tiene una dinámica muy similar a la del original.
Capaz de acelerar de 0 a 100 km/h (0 a 62 mph) en 5.5 segundos, eso supone un segundo menos de lo que tardaba el modelo original en hacer la misma maniobra.
El coche cuenta con una autonomía de 270 km (168 millas), pero no solamente cambia el motor y las baterías, sino que hay otros elementos del coche que también se han adaptado a su nueva forma, como los faros que han dado paso a unas luces led mucho más modernas y actuales. Estas consumen mucho menos y son más acordes con el nuevo planteamiento de ese modelo de 1968. Además, han cuidado que el aspecto de estas nuevas ópticas led fuese acorde con las del E-Type original.

## En la cultura popular
- Un XK-E 4.2 Roadster en color rojo aparece en la película She's Out of Control, en la que el dueño, interpretado por el actor Tony Danza, presta el coche a un joven pretendiente de su hija para una carrera callejera y termina siendo embestido por un tren.[25][26]
- Un E-Type decorado con la bandera del Reino Unido, llamado "Shaguar", aparece en la serie de películas del agente secreto de ficción Austin Powers.